# Marie af Frankrig, grevinde af Champagne
Marie af Frankrig (1145 – 11. marts, 1198) var en fransk prinsesse og gennem sit ægteskab grevinde af Champagne. Hun var regent i Grevskabet Champagne i 1179–1181 og i 1190–1197.
Hun var den ældste datter af Kong Ludvig 7. af Frankrig og Hertuginde Eleonora af Aquitanien.

## Tidlige liv
Marie var bare to år gammel, da hendes forældre rejste på korstog Det hellige land. Ikke længe efter deres tilbagevenden, da hun var syv år gammel, blev hendes forældres ægteskab i 1152 annulleret. Marie og hendes søster, Alix, blev overladt i deres fars varetægt, da de på det tidspunkt var de eneste arvinger til den franske trone. Både Ludvig og Eleanora giftede sig hurtigt igen, hvorved Eleanora blev dronning af England som ægtefælle til Kong Henrik 2.. Marie havde adskillige halvsøskende, herunder kongerne Filip 2. August af Frankrig og Johan uden Land og Richard Løvehjerte.

## Ægteskab
I 1153, inden Ludvig giftede sig igen med Adéle af Champagne, forlovede han Marie og Alix til Adéles brødre. Efter sin forlovelse blev Marie sendt for at bo hos viscountess Elizabeth af Mareuil-sy-Aÿ og derefter til klostret i Avenay i Champagne for at sikre hendes latinbaserede uddannelse. I 1159 giftede Marie sig med Henrik 1., greve af Champagne. De fik fire børn:
- Henrik 2., greve af Champagne (1166 – 1197)
- Scholastique af Champagne (1172 – 1219), gift med Vilhelm 4. af Macon
- Marie af Champagne (ca. 1174 – 1204), gift med Balduin 1. af Konstantinopel
- Theobald 3., greve af Champagne (1179 – 1201)

## Regentskaber
Marie blev regent i Champagne, da Henrik 1. drog på pilgrimsrejse til Det hellige land fra 1179 til 1181. Mens hendes mand var væk, døde Maries far, og hendes halvbror, Filip 2. August, blev konge. Han konfiskerede sin mors enkebesiddelser og giftede sig med Isabella af Hainaut, som tidligere havde været forlovet med Maries ældste søn. Dette fik Marie til at slutte sig til en gruppe af utilfredse adelige, inklusive enkedronningen Adéle af Champagne og ærkebiskoppen af Reims, for at gøre modstand mod Filip. Til sidst blev forholdet mellem Marie og hendes bror, kongen, forbedret. Hendes mand døde kort efter hans tilbagevenden fra Det hellige land i 1181 og efterlod hende igen som regent for sin unge søn Henrik.
Nu som en enke med fire små børn overvejede Marie at gifte sig med Filip 1., greve af Flandern, men forlovelsen blev pludselig ophævet af ukendte årsager. I 1187, efter at Saladins betydelige sejr over korsfarerne og Jerusalems fald, fungerede Marie igen som regent for Champagne, da hendes søn Henrik 2. tog del i 3. korstog fra 1190 til 1197. Han forblev i Mellemøsten og giftede sig med Isabella af Jerusalem i 1192. I løbet af hendes regentskab blev Champagne omdannet fra et kludetæppe af territorier til et betydningsfuldt fyrstedømme.

## Død og arv
Marie kom kun til at trække sig tilbage kortvarigt til Châuteau de Fontaines-les-Nonnes nonneklostrer nær Meaux (1187-1190), før hun blev kaldt tilbage for at styre Champagne. Hun døde marts 1198 efter at have hørt den tragiske nyhed om sin søns død. Hun blev begravet i katedralen i Meaux.
Den 25. juni 1562 ødelagde oprørske huguenoter mange bygningsværker, herunder katedralen i Meaux. Ved ved denne lejlighed blev Marie af Champagnes grav i koret ødelagt.

## Litterær protektion
Som barnebarn af den første trubadur, Vilhelm 9. af Aquitanien, er det ikke overraskende, at Marie kom til at være en ivrig kunststøtter. Marie var protektor for litteratur, og hendes hof et indflydelsesrigt centrum for forfattere og digtere, som Andreas Capellanus, der gjorde tjeneste ved hendes hof og som lavede henvisninger til hende flere gange i sine værker, Chrétien de Troyes, der krediterer hende med idéen til hans Lancelot: Vognens ridder, trubadurerne Bertran de Born og Bernart de Ventadorn, Gautier d'Arras og Conon de Bétune.
Hun krediteres for den udbredte opfattelse af fin'amors eller "Høvisk kærlighed", hvor kærlighed ikke kan eksistere inden for ægteskabets grænser.
Hun var kyndig til fransk og latin og havde sit eget bibliotek. En dybt forhold eksisterede mellem Marie og hendes halvbror Richard Løvehjerte, og en strofe fra hans berømte digt J'a nonner hons pris, hvor han begræd sit fangenskab i Østrig, var henvendt til hende.

## Historisk fiktion
Maries liv er fiktionaliseret i Eleanoras datter: En roman om Marie af Champagne (2018), en roman skrevet af middelalderforskeren June Hall McCash.